# Jeff Garlin
Jeffrey Garlin (ur. 5 czerwca 1962 w Chicago) – amerykański aktor telewizyjny i filmowy oraz komik. Znany z roli Murraya Goldberga, patriarchy tytułowej familii w sitcomie stacji ABC Goldbergowie oraz Jeffa Greene'a z sitcomu HBO Pohamuj entuzjazm.

## Filmografia

### Filmy
- 1983: Spring Break jako Gut Cut (niewymieniony w czołówce)
- 1992: Prosto z mostu jako Bob
- 1992: Przypadkowy bohater jako gazeciarz
- 1993: Robocop 3 jako cymbał
- 1994: Wielka mała liga jako menadżer Małej Ligi
- 1995: Komputer w trampkach jako agent Reese
- 1997: Garbi: szybki jak błyskawica jako policjant patrolu
- 1997–1999: Szaleję za tobą jako Marvin
- 1998: Zakręcony jako Arlo Vickers
- 1999: Austin Powers: Szpieg, który nie umiera nigdy jako cyklop
- 2000: Gra o miłość jako gospodarz programu
- 2000–2024: Pohamuj entuzjazm jako Jeff Greene
- 2002: Biegnij Ronnie biegnij jako przyjaciel solenizantki
- 2002: Goły film jako scenarzysta nr. 2
- 2002: Trzeci do pary jako pracownik biurowy (niewymieniony w czołówce)
- 2002: Full Frontal. Wszystko na wierzchu jako Harvey
- 2003: Małolaty u taty jako Phil
- 2004: Piżama party jako pan Corky
- 2004: Outing Riley jako wspólnik w filmie architektonicznej
- 2004: Po zachodzie słońca jako Ron
- 2004: Gruby Albert jako Jerry (niewymieniony w czołówce)
- 2005: Dick i Jane: Niezły ubaw jako szef
- 2005−2006, 2013: Bogaci bankruci jako Mort Meyers
- 2006: The Jeff Garlin Program jako Jeff
- 2006: I Want Someone to Eat Cheese With jako James Aaron
- 2007: Życie idioty jako Lenny
- 2008: Dzikie łowy jako Ed Lawson
- 2008: Rocker jako Stan
- 2008: WALL-E jako kapt. B. McCrea (głos)
- 2008–2010: Czarodzieje z Waverly Place jako wujek Kelbo
- 2010: Dorwać byłą jako Sid
- 2010: Toy Story 3 jako Begonia (głos)
- 2011: Auta 2 jako Otis (głos)
- 2012: Adventures in the Sin Bin jako Dean Theatard
- 2012: Na własne ryzyko jako pan Britt
- 2012: ParaNorman jako Perry Babcock (głos)
- 2013: Dealin' with Idiots jako Max Morris
- 2013–2022: Goldbergowie jako Murray Golsberg
- 2014: Życie nie gryzie jako Ed
- 2017: Cytryna jako Guy Roach
- 2017: Detektyw Handsome: Netflix - film kryminalny jako Gene Handsome
- 2017: Jak zostałem Bondem jako Harry Saltzman
- 2019: Toy Story 4 jako Begonia
- 2019: Gwiezdne wojny: Skywalker. Odrodzenie jako Junn Gobint
- 2020: This Is The Year jako pan Elmer
- 2022: Studio 666 jako Jeremy Hill
- 2022: Babilon jako Don Wallach